# Rajdoot
Rajdoot war eine Motorrad- und Motorrollermarke des indischen Herstellers Escorts Group.

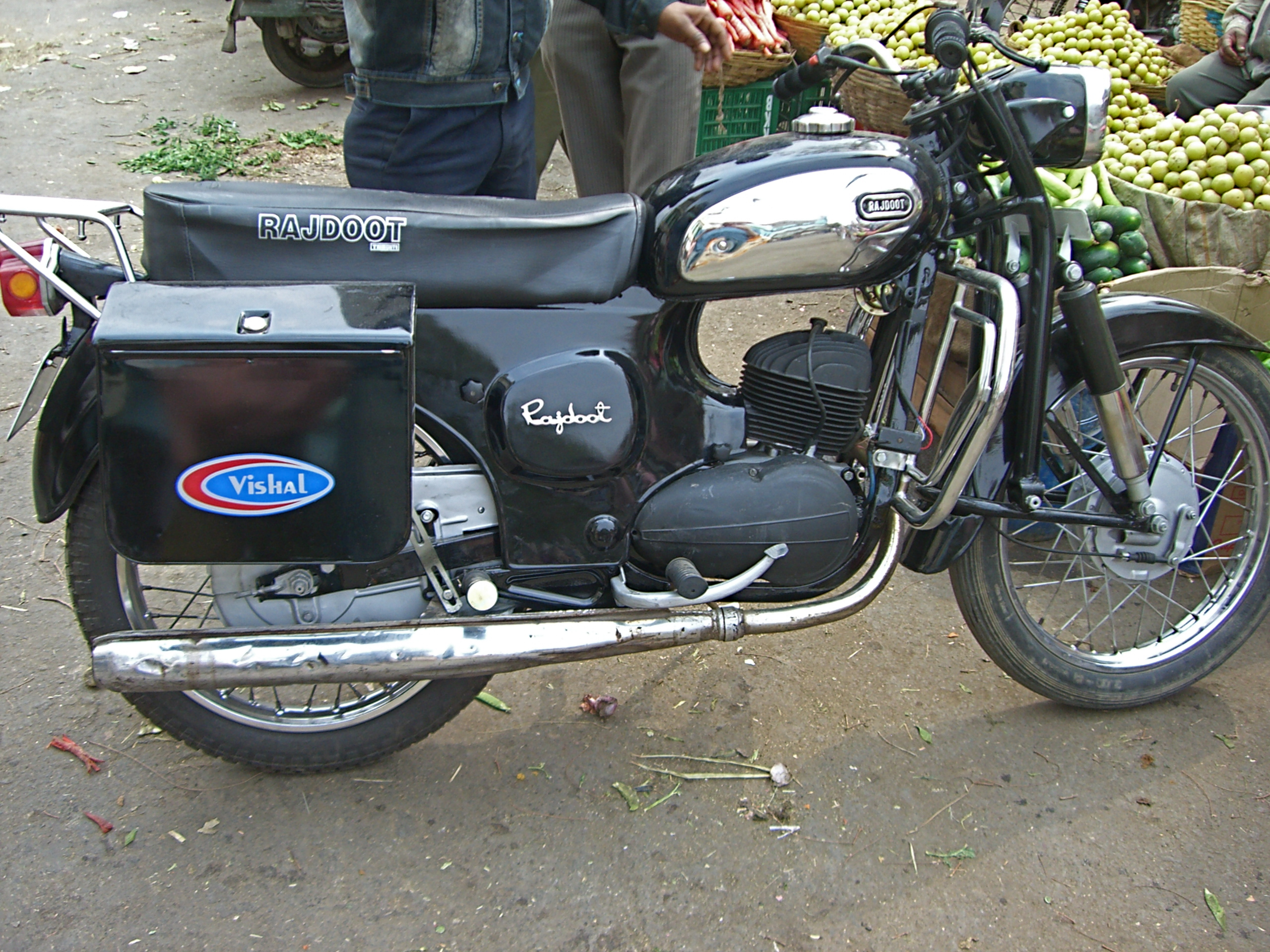
Rajdoot (SHL M11)

In 1962 verkaufte die Volksrepublik Polen der indischen Escorts Group die Produktionslizenz für das Motorrad SHL M11 und den Motorroller OSA M52. Vor dem Lizenzkauf beschäftigte sich Escorts mit Montage und Vertrieb der polnischen Fahrzeuge in Indien. Die Motorräder „Rajdoot“, was in indischer Sprache „Botschafter“ bedeutet, basierten auf der Konstruktion von SHL M11 und wurden in verschiedenen Versionen ununterbrochen bis 2005 produziert. Außer der normalen Straßenmodellen wie Standard, DeLuxe, Excel-T und Ace entstand auch das erstaunliche „Motorrädchen“ Rajdoot GTS "Bobby". In Motoren der letzten Versionen von „Rajdoot“ wurde die elektrisch gesteuerte Zündung verwendet, auch die 4-Gang-Schaltung und die 12-V-Lichtmaschine. Im Modell ACE wurde die Motorleistung bis zu 10 PS verstärkt.
Die Produktion der Motorroller OSA in Indien kam nicht zustande, denn die polnische Staatsmacht traf inzwischen die Entscheidung über die Auflösung von WFM (Warschauer Motorräderfabrik) – Lizenzpartner von Hindus. Die Firma Escorts konstruierte ihren eigenen Motorroller – Rajdoot Rajhans (später Runabout), dessen Konstruktion sich auf Motorroller OSA M52 und auf den Prototyp OSA M55 stützte. Zum Bau "Rajdoot Rajhans" verwendete Escorts den Motor aus der Motor-Familie S32/33/34, der eine Weiterentwicklung des Motors der deutschen Vorkriegsentwicklung DKW RT 125 ist.